# إتيان ميندي
إتيان ميندي (بالفرنسية: Étienne Mendy)‏ (14 يونيو 1969 في فرنسا - ) هو لاعب كرة قدم فرنسي في مركز الهجوم. لعب مع نادي بوفيه ونادي سانت إتيان ونادي سوشو ونادي كاين ونيم أولمبيك.

## وصلات خارجية
- إتيان ميندي على موقع قاعدة بيانات كرة القدم.إي يو (الإنجليزية)
- إتيان ميندي على موقع عالم كرة القدم.نت (الإنجليزية)